# Ваннест, Кристиан
Кристиан Ваннест - французский политик, бывший депутат Национального собрания Франции, член Союза за народное движение.
Родился 14 июля 1947 г. в г. Туркуэн (департамент Нор). В 2006 году стал первым депутатом Национального собрания, оштрафованным за 3000 евро за свои гомофобские высказывания. На выборах в Национальное собрание 2007 г. выиграл голосование по 10-му избирательному округу департамента Нор, получив во 2-м туре 58,56 % голосов.
Накануне выборов в Национальное собрание 2012 г. из-за скандальной репутации Ваннеста Союз за народное движение не выдвинул его своим кандидатом, после чего он покинул ряды Союза и вступил в партию Движение за Францию. На выборах Ваннест выставил свою кандидатуру как независимый правый кандидат, но занял в 1-м туре только 4-е место.

## Занимаемые выборные должности
1983 — 2008 — член муниципального совета города Туркуэн 

1983 — 1989 — вице-мэр города Туркуэн 

1986 — 1989 — член регионального совета Нор-Па-де-Кале 

02.04.1993 — 21.04.1997 — депутат Национального собрания Франции от 10-го избирательного округа департамента Нор 

20.07.2007 — 17.06.2012 — депутат Национального собрания Франции от 10-го избирательного округа департамента Нор